# Немирово
Немирово (Немірув, пол. Niemirów) — село в Польщі, у гміні Мельник Сім'ятицького повіту Підляського воєводства. Колишнє місто. Населення — 145 осіб (2011).

## Назва
Назва Немирово походить від імені власника, який надав поселенню у 1616 році міські права.

## Історія
Вперше згадується в 1495 році як Нивиці. Міські права надані власником у 1616 році. У 1620 році у місті зведений католицький костел. У XIX столітті втратило міські права. У 1975—1998 роках село належало до Білостоцького воєводства.

## Демографія
Демографічна структура станом на 31 березня 2011 року:
|          | Загалом | Допрацездатний вік | Працездатний вік | Постпрацездатний вік |
| -------- | ------- | ------------------ | ---------------- | -------------------- |
| Чоловіки | 71      | 10                 | 43               | 18                   |
| Жінки    | 74      | 10                 | 21               | 43                   |
| Разом    | 145     | 20                 | 64               | 61                   |

На кінець 1990-х років у селі налічувалося близько 100 домів та 400 мешканців. Здебільшого мешкають поляки, лише декілька українських родин.

## Галерея

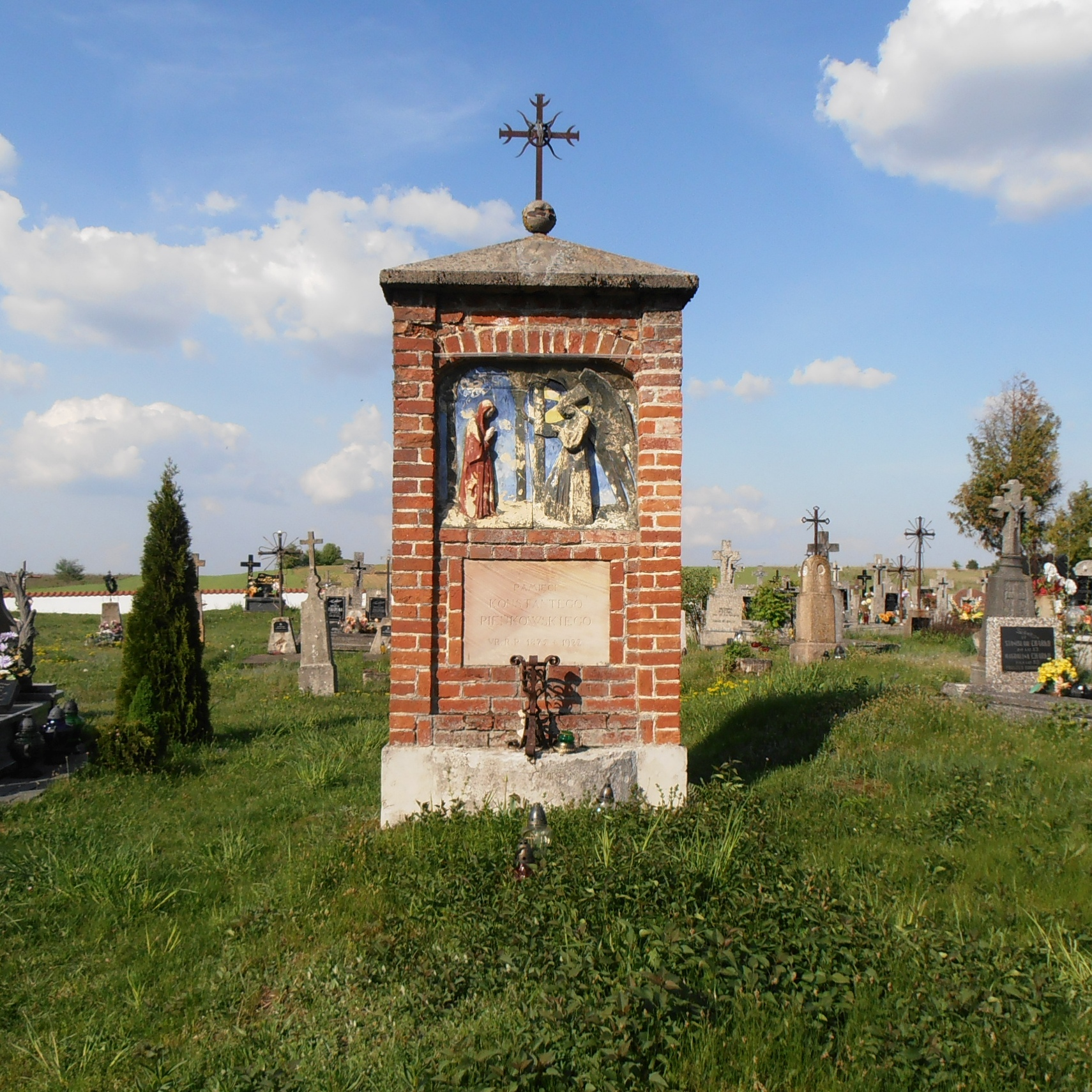
Капличка на католицькому кладовищі
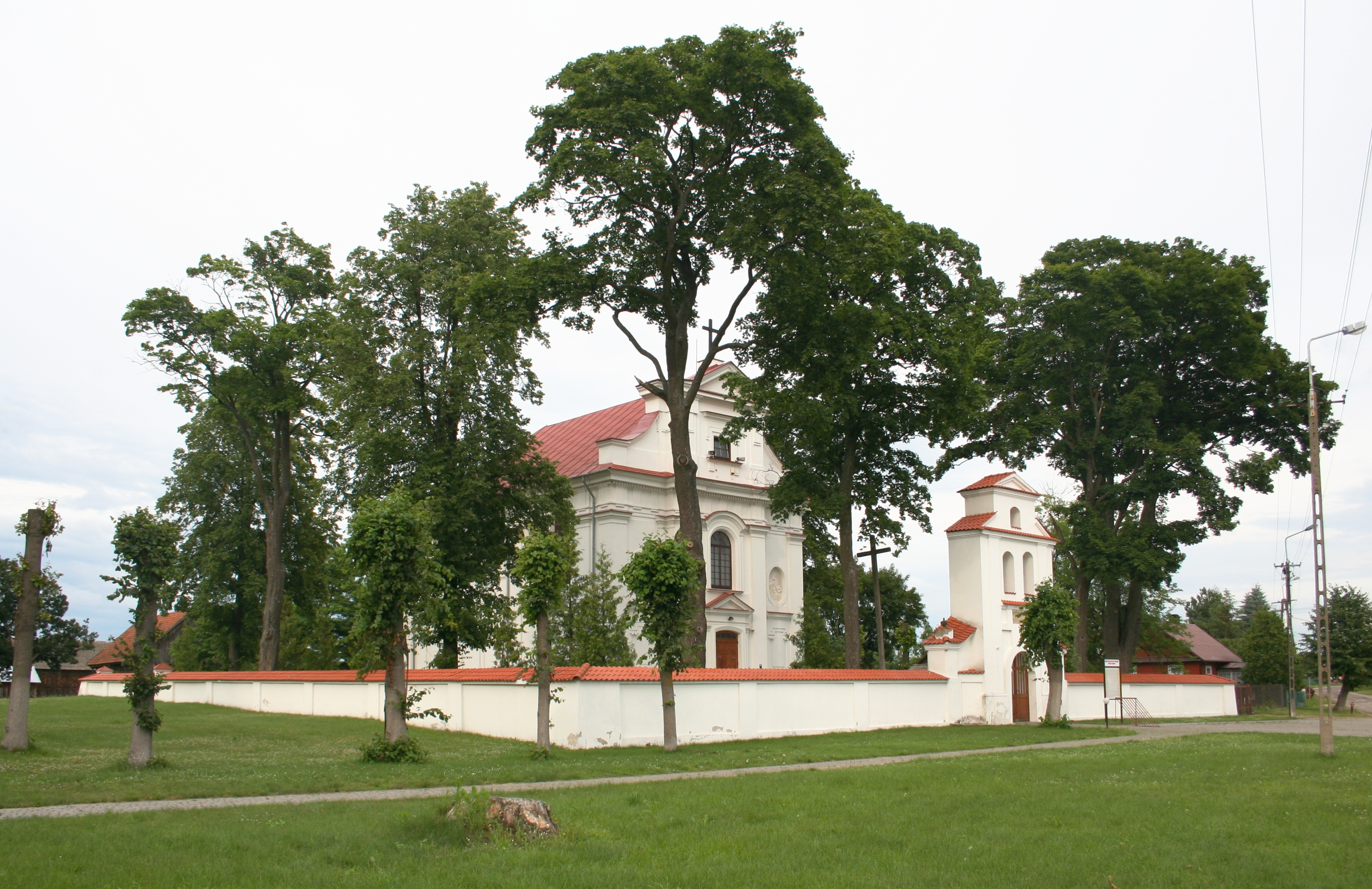
Костел Святого Станіслава єпископа і мученика